# Anatoli Serdiukov
Anatoli Eduárdovich Serdiukov (en ruso: Анато́лий Эдуа́рдович Сердюко́в) (krai de Krasnodar, Unión Soviética, 8 de enero de 1962) es un político y empresario ruso. Fue ministro de Defensa de su país desde el 15 de enero de 2007 hasta el 6 de noviembre de 2012.
Es conocido por el lanzamiento de importantes reformas en el Ejército ruso.

## Primeros años
Serdiukov se graduó del Instituto de Comercio Soviético en 1984 con un título en economía. De 1984 a 1985 sirvió en el ejército soviético. Desde 1985 había trabajado en una tienda de muebles y de 1995 a 2000 fue el director general del mercado de muebles, en una empresa de muebles en San Petersburgo. La carrera de Serdiukov comenzado a desarrollar con gran éxito después de la elección de Vladímir Putin como presidente ruso en 2000. En 2001 se graduó del Departamento de Derecho de la Universidad Estatal de San Petersburgo. De 2000 a 2001 se desempeñó como Jefe Adjunto del Ministerio de Impuestos de Rusia, desde 2001 hasta 2004 dirigió la Dirección, sucediendo a Víktor Zubkov, su suegro. El 2 de marzo de 2004, fue nombrado viceministro de Impuestos de Rusia.
En el período 2004-2007 dirigió el Ministerio de Impuestos de Rusia (en julio de 2004 reorganizó en el Servicio de Impuestos Federales de Rusia). Durante este período los principales funcionarios del servicio fueron reemplazados principalmente por Serdiukov los colegas de San Petersburgo. También recurrieron con frecuencia a la rotación de personal y el nombramiento de exfuncionarios de impuestos federales al servicio de los departamentos fiscales regionales en los sujetos federales de Rusia. Durante su liderazgo, las decisiones judiciales a favor del Servicio Fiscal de la Federación se convirtió en mucho más común. Si bien el servicio fue formalmente subordinada al Ministerio de Hacienda en virtud de Alekséi Kudrin, de hecho Serdiukov mucho se inclinó hacia el asistente presidencial Viktor Ivanov.

## Ministro de Defensa
El 15 de febrero de 2007, el presidente Vladímir Putin nombró como ministro de Defensa de la Federación de Rusia a Serdiukov, con la principal tarea de lucha contra la corrupción y la ineficiencia en las fuerzas armadas rusas.